# Muslim Sadulayev
Muslim Saduláyev –en ruso, Муслим Садулаев– es un deportista ruso que compite en lucha libre. Ganó una medalla de plata en el Campeonato Europeo de Lucha de 2019, en la categoría de 57 kg.

## Palmarés internacional
| Campeonato Europeo | Campeonato Europeo | Campeonato Europeo | Campeonato Europeo |
| Año                | Lugar              | Medalla            | Categoría          |
| ------------------ | ------------------ | ------------------ | ------------------ |
| 2019               | Bucarest (Rumania) | Medalla de plata   | 57 kg              |